# 拉卡佩勒巴拉吉耶
拉卡佩勒巴拉吉耶（法語：La Capelle-Balaguier，法語發音：[la kapɛl balaɡje]）是法国阿韦龙省的一个市镇，属于鲁埃格自由城区。

## 地理
拉卡佩勒巴拉吉耶（44°26'14"N, 1°56'13"E）面积13.36 平方千米，位于法国奧克西塔尼大區阿韦龙省，该省份为法国南部内陆省份，位于法國中央高原南部，北起顺时针与康塔爾省、洛泽尔省、加尔省、埃罗省、塔恩省、塔恩-加龙省和洛特省接壤。
与拉卡佩勒巴拉吉耶接壤的市镇（或旧市镇、城区）包括：马尔谢勒、奥尔和里诺代、圣克鲁瓦、萨尔瓦尼亚克-卡雅尔、索雅克。

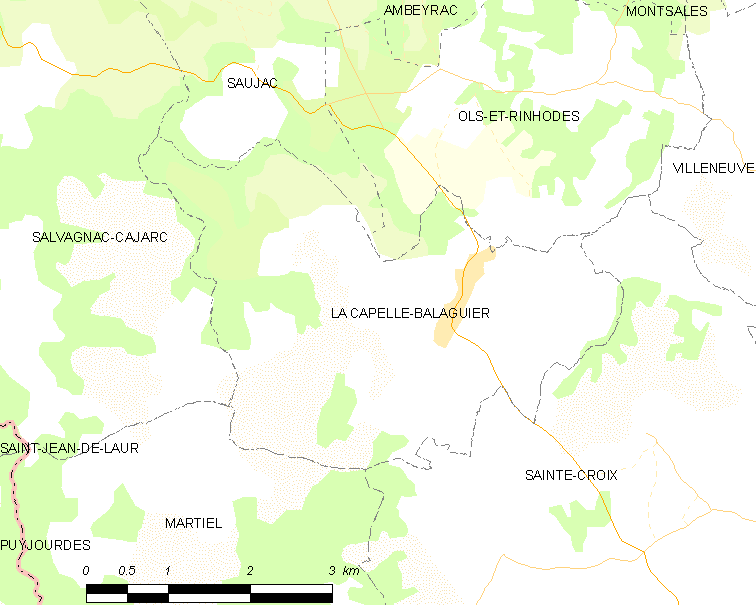
拉卡佩勒巴拉吉耶的OSM定位图

拉卡佩勒巴拉吉耶的时区为UTC+01:00、UTC+02:00（夏令时）。

## 行政
拉卡佩勒巴拉吉耶的邮政编码为12260，INSEE市镇编码为12053。

## 政治
拉卡佩勒巴拉吉耶所属的省级选区为维勒讷瓦-维勒弗朗舒瓦县。

## 人口

1962-2008年间拉卡佩勒巴拉吉耶人口变化图示

拉卡佩勒巴拉吉耶于2022年1月1日时的人口数量为345人。